# Emily Pangnerk Illuitok
Emily Pangnerk Illuitok (1943–2012) foi uma artista Inuit.
O seu trabalho encontra-se incluído nas colecções do Musée national des beaux-arts du Québec e da Winnipeg Art Gallery.